# Maranhão (Avis)
Maranhão é uma povoação portuguesa do município de Avis que foi sede da extinta freguesia homónima, que tinha 70,9 km² de área e 63 habitantes (2011), e, por isso, uma densidade populacional de 0,9 hab/km². 
A freguesia de Maranhão foi extinta em 2013, no âmbito de uma reforma administrativa nacional, tendo sido agregada à freguesia de Alcôrrego para formar uma nova freguesia denominada União das Freguesias de Alcórrego e Maranhão com sede em Alcórrego.
Até fins de 1882, constituía freguesia própria. Por decreto de 25 de Novembro desse ano, foi anexada à freguesia de Aldeia Velha. Por edital do Governo Civil de Portalegre de 31 de Outubro de 1901, foi desanexada da freguesia de Aldeia Velha e anexada à de Alcôrrego. Figura nestas condições nos censos de 1911 a 1930, tendo sido novamente desanexada e reconstituído como freguesia própria por decreto n.º 27.424, de 31 de Dezembro de 1936.
Segundo alguns, foi desta povoação que teve nome o estado brasileiro do Maranhão, embora haja propostas de etimologias diferentes.[carece de fontes?]

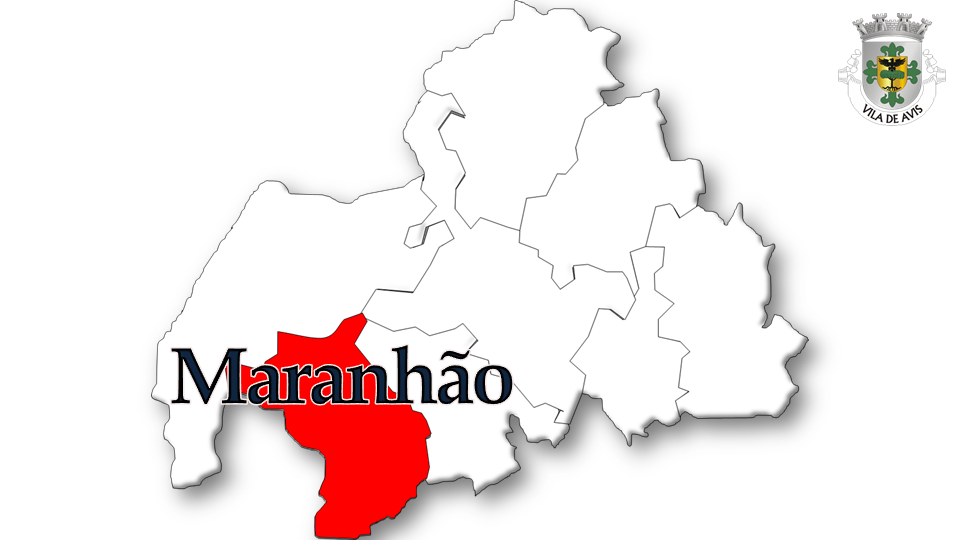
Localização da Freguesia de Maranhão no Município de Avis

## População
| População da freguesia de Maranhão | População da freguesia de Maranhão | População da freguesia de Maranhão | População da freguesia de Maranhão | População da freguesia de Maranhão | População da freguesia de Maranhão | População da freguesia de Maranhão | População da freguesia de Maranhão | População da freguesia de Maranhão | População da freguesia de Maranhão | População da freguesia de Maranhão | População da freguesia de Maranhão | População da freguesia de Maranhão | População da freguesia de Maranhão | População da freguesia de Maranhão |
| ---------------------------------- | ---------------------------------- | ---------------------------------- | ---------------------------------- | ---------------------------------- | ---------------------------------- | ---------------------------------- | ---------------------------------- | ---------------------------------- | ---------------------------------- | ---------------------------------- | ---------------------------------- | ---------------------------------- | ---------------------------------- | ---------------------------------- |
| 1864                               | 1878                               | 1890                               | 1900                               | 1911                               | 1920                               | 1930                               | 1940                               | 1950                               | 1960                               | 1970                               | 1981                               | 1991                               | 2001                               | 2011                               |
| 269                                | 385                                |                                    |                                    |                                    |                                    |                                    | 411                                | 394                                | 494                                | 251                                | 181                                | 138                                | 98                                 | 63                                 |

Por decreto de 25/11/1882 foi anexada à freguesia de Aldeia Velha. Por edital do Governo Civil de Portalegre de 31/10/1901, foi desanexada da freguesia de Aldeia Velha e anexada à de Alcôrrego. Figura nestas condições nos censos de 1911 a 1930, tendo sido desanexadas e passado a constituir freguesias distintas por decreto nº 27.424, de 31/12/1936

## Património
- Anta da Herdade da Ordem